# Печатка (деревня)
Печатка — деревня в Берёзовском районе Пермского края. Входит в состав Сосновского сельского поселения.

## Географическое положение
Деревня расположена примерно в 2,5 км к северо-востоку от центра поселения, села Сосновка, и также к северо-востоку от райцентра, села Берёзовка.

## Население
| 2010 |
| ---- |
| 15   |

## Топографические карты
- Лист карты O-40-80. Масштаб: 1 : 100 000. Указать дату выпуска/состояния местности.